# Hans Emons (Schauspieler)

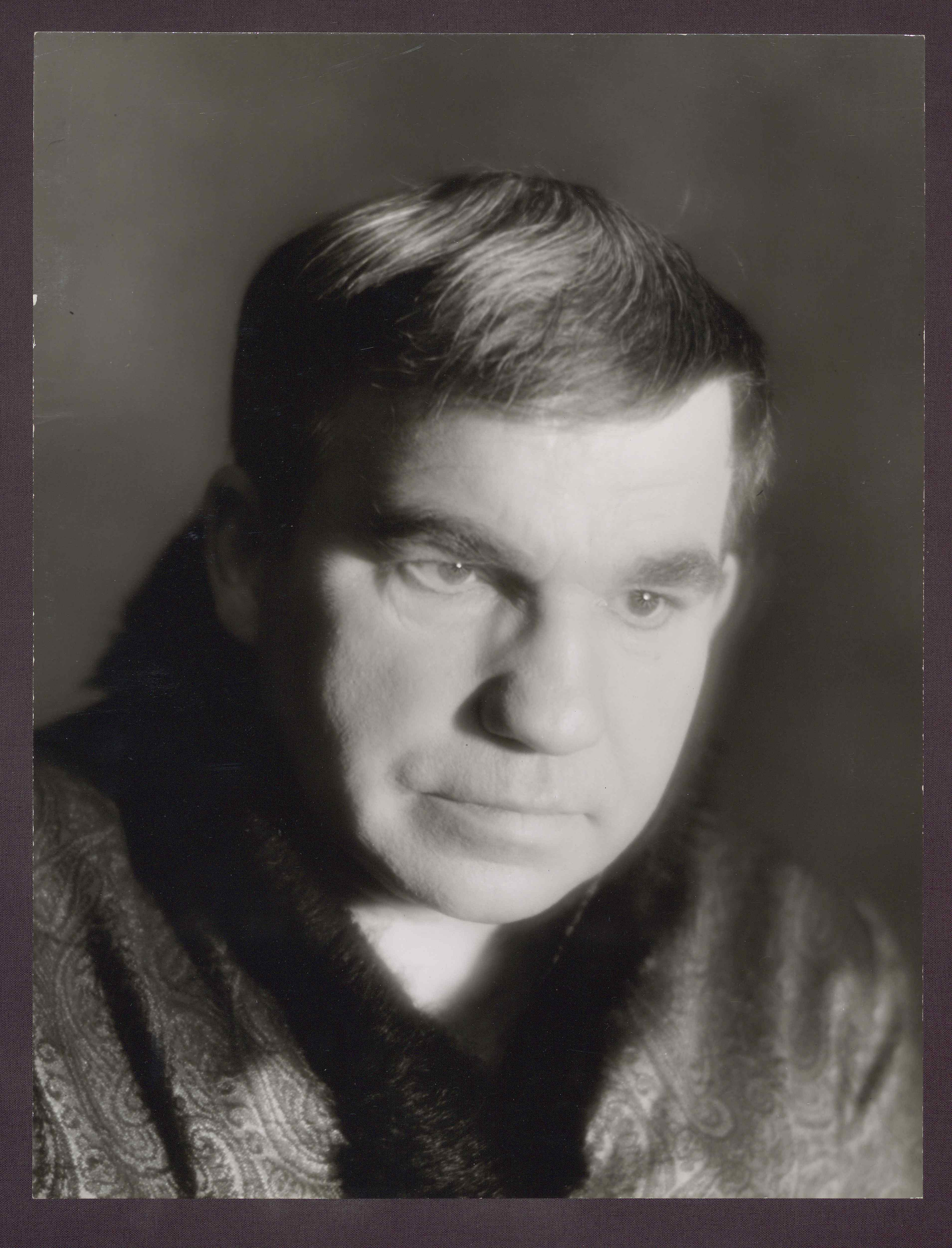
Hans Emons am Badischen Staatstheater Karlsruhe (1963/64)

Hans Emons (* 2. April 1907 in Bonn; † 31. Juli 1970 in Karlsruhe) war ein deutscher Schauspieler.

## Leben
Hans Emons wurde am 2. April 1907 in Bonn geboren. Nach dem Besuch einer Oberrealschule nahm er in Köln Schauspielunterricht und erhielt danach als Zwanzigjähriger in Bonn sein erstes Engagement. Nun folgten Anstellungen an diversen Theatern in ganz Deutschland. Nach dem Zweiten Weltkrieg wirkte er bis 1948 am Staatstheater Dresden, um anschließend nach Berlin zu wechseln. Hier spielte er u. a. im Haus der Kultur der Sowjetunion, Theater am Kurfürstendamm und an der Volksbühne. Auch bei der DEFA erhielt er immer mehr Aufgaben, allein 1948/1949 drehte er hier sechs Spielfilme. Neben seiner Arbeit in der DDR, arbeitete er auch in der Bundesrepublik für Film und Fernsehen. Besonders aktiv war er beim Synchronisieren amerikanischer Westernfilme. Ab 1960 widmete sich Hans Emons wieder verstärkt der Theaterarbeit. Nach einem Zwischenaufenthalt in Lübeck, wirkte er ab 1962 bis zu seinem Tode am Badischen Staatstheater in Karlsruhe.

## Filmografie
- 1948: Grube Morgenrot
- 1949: Das Mädchen Christine
- 1949: Die Brücke
- 1949: … und wenn’s nur einer wär’ …
- 1949: Rotation
- 1949: Die blauen Schwerter
- 1949: Die schwarze Galeere
- 1950: Der Kahn der fröhlichen Leute
- 1953: Liebeserwachen
- 1955: Liebe ohne Illusion
- 1956: Liane, das Mädchen aus dem Urwald
- 1957: Stresemann
- 1958: Der Lotterieschwede
- 1959: Reportage 57
- 1970: Emilia Galotti

## Theater
- 1947: Leonid Solowjow/Viktor Witkowitsch:  Der fröhliche Sünder (Dshafear) – Regie: Albert Fischel (Staatstheater Dresden)
- 1947: Konstantin Simonow: Die russische Frage (Huld) – Regie: Albert Fischel (Staatstheater Dresden)
- 1947: Alexander Puschkin: Der steinerne Gast – Regie: Albert Fischel (Staatstheater Dresden)
- 1948: Konstantin Trenjow: Ljubow Jaworaja (Zaristischer Offizier) – Regie: Hans Rodenberg (Haus der Kultur der Sowjetunion)
- 1950: Per Schwenzen: Karthagische Komödie (Akibal) – Regie: Ernst Karchow (Theater am Kurfürstendamm)
- 1951: Gerhart Hauptmann: Fuhrmann Henschel (Pferdehändler Walther) – Regie: Ernst Karchow (Theater am Kurfürstendamm)
- 1959: Slatan Dudow/Michael Tschesno-Hell: Der Hauptmann von Köln – Regie: Otto Tausig (Volksbühne Berlin)
- 1960: William Shakespeare: Die Komödie der Irrungen – Regie: Otto Tausig (Volksbühne Berlin)

## Hörspiele
- 1949: George Bernard Shaw: Die heilige Johanna – Regie: Alfred Braun (Hörspiel – Berliner Rundfunk)
- 1955: Rudolf Bayr: Agamemnon muß sterben (Bürger) – Regie: Hans Conrad Fischer (Hörspiel – SFB)
- 1957: Wolfgang Schreyer: Das Attentat (Fromm) – Regie: Lothar Dutombé (Dokumentarhörspiel – Rundfunk der DDR)
- 1960: Hans Pfeiffer: Schüsse am Hochmoor (Karl Lorenz) – Regie: Werner Grunow (Kriminalhörspiel – Rundfunk der DDR)
- 1961: Wolfgang Weyrauch: Totentanz (Passant) – Regie: Martin Walser (Hörspiel – BR/NDR)
- 1965: Georges Simenon: Die Glocken von Bicêtre (Notar) – Bearbeitung und Regie: Gert Westphal (Kriminalhörspiel – SWF)